# 아라베스크 (영화)
《아라베스크》(영어: Arabesque)는 1966년 개봉한 미국의 코미디 스릴러 영화이다. 스탠리 도넌이 감독을 맡았으며, 알렉스 고든의 소설 The Cypher 가 영화의 원작이다.

## 줄거리
1920년대 영국 옥스퍼드대학교의 고대 상형문자 전문가 라기브 교수가 살해되고, 그가 연구하던 암호화된 상형문서가 사라진다. 범인은 슬로운이라는 인물로, 그는 같은 대학의 교수인 데이비드 폴록에게 중동 출신 선주 네짐 베슈라비와의 만남을 제안하지만, 데이비드는 이를 거절한다.
이후 데이비드는 중동의 한 국가 총리 하산 제나와 주영 대사 모하메드 루프티에게 납치되어, 베슈라비의 제안을 수락하라는 압박을 받는다. 결국 데이비드는 베슈라비를 만나게 되고, 베슈라비는 그에게 라기브의 상형문서 해독을 의뢰한다. 그러나 베슈라비는 해독이 완료되면 데이비드를 제거할 계획이다. 이 사실은 베슈라비의 연인이자 스파이 역할을 하는 야스민 아지르에 의해 데이비드에게 전달된다.
데이비드는 암호가 담긴 문서를 붉은 사탕 속에 숨기고 도주를 시도한다. 야스민과 함께 달아나던 중, 베슈라비의 부하와 충돌하고, 그 과정에서 정체불명의 인물 웹스터가 등장하여 그를 제압한다.
정신을 차린 데이비드는 웹스터, 야스민, 그리고 또 다른 인물 유세프 카심 앞에 있게 된다. 유세프는 암호를 노리는 또 다른 세력으로, 데이비드에게 진실을 말하게 하려고 약물을 사용한다. 데이비드는 암호가 사탕 속에 있다는 말을 둘러대며 혼란을 유도하고, 유세프는 결국 베슈라비가 암호를 가지고 있을 것이라 믿고 야스민에게 접근을 지시한다.
다음 날, 야스민은 베슈라비에게 유세프가 데이비드를 죽였다고 거짓 정보를 전달한다. 이후 데이비드를 다시 찾아온 야스민은, 유세프와 그의 상관 알리가 자신의 가족을 인질로 잡고 있어 어쩔 수 없이 협력하고 있다고 주장한다. 그녀는 데이비드에게 암호를 해독해 달라고 요청하고, 그것이 자신과 가족을 구할 길이라 말한다.
데이비드는 야스민과 함께 유세프가 운영하는 공사 현장으로 가고, 그곳에서 웹스터는 사탕에서 암호 문서를 발견한다. 이후 베슈라비와 웹스터가 유세프를 배신할 계획을 세우는 것을 우연히 엿듣게 된다.
경마장에서, 베슈라비와 야스민이 함께 있는 동안, 데이비드는 웹스터와 슬로운이 금전 거래를 하는 장면을 목격한다. 데이비드는 웹스터에게서 암호를 탈취하고, 그 과정에서 슬로운이 웹스터를 실수로 살해하게 된다. 사건 이후, 신문에 데이비드가 살인자로 지목된 기사가 실린다.
데이비드는 라기브 교수의 아내를 찾아가 남편의 죽음을 알리고, 상형문서에 대해 묻는다. 라기브 부인은 야스민이 자신의 가족을 인질로 잡혔다는 이야기가 거짓이며, 그녀의 아버지가 바로 알리 장군이라는 사실을 밝힌다.
그날 밤, 데이비드는 암호는 없지만 내용을 해독했다고 야스민에게 거짓말을 하고, 의미 없는 해석을 들려준다. 야스민은 그 내용을 대사관에 전달하고, 데이비드는 그녀를 몰래 따라간다. 유세프가 야스민을 해치려 하자, 데이비드는 이를 저지하고 유세프는 감전사로 목숨을 잃는다.
해당 상형문서는 실제로 동요 형태로 위장되어 있었고, 물에 적시자 숨겨진 미세 문자가 드러난다. 그 내용은 “베슈라비가 6월 18일 12시 30분, 제나 총리를 암살할 계획”이라는 것이며, 시간이 촉박하다. 데이비드는 공항에서 환영 연설을 하려던 제나를 향해 돌진하고, 슬로운의 총격을 막는다. 그러나 루프티 대사가 제나를 권총으로 살해한다. 이후 그 인물이 진짜 제나가 아닌 대역이었다는 사실이 밝혀진다.
실제 제나는 베슈라비에게 납치되어 트럭에 감금된 상태였다. 데이비드와 야스민은 트럭에 숨어들어 제나를 구출하고, 베슈라비의 농장으로 향한다. 세 사람은 말을 타고 탈출하지만, 곡물 수확기에 쫓기고, 헬리콥터까지 등장하며 위협이 이어진다. 폐철교를 지나던 중, 데이비드는 밧줄 사다리를 헬리콥터 로터에 떨어뜨려 추격하던 베슈라비와 슬로운을 제거한다.

## 출연

### 주연
- 그레고리 펙 - 데이비드 폴록 교수 역
- 소피아 로렌 - 야스민 지르 역

### 조연
- 앨런 바델 – 네짐 베슈라비 역
- 키어런 무어 – 유세프 카심 역
- 칼 듀어링 – 하산 제나 총리 역
- 존 메리베일 – 실베스터 페닝턴 슬로운 소령 역
- 던컨 라몬트 – 카일 웹스터 역
- 조지 쿨루리스 – 라기브 교수 역
- 어니스트 클라크 – 보샹 역
- 해롤드 캐스켓 – 모하메드 루프티 역
- 고든 그리핀 – 팬쇼 역

## 기타
- 원작자: 고든 코틀러
- 협력프로듀서: 데니스 홀트
- 미술: 리스 펨버튼